# Montegemoli
Montegemoli (pronuncia Montegèmoli, /monteˈʤɛmoli/) è una frazione del comune italiano di Pomarance, nella provincia di Pisa, in Toscana.
L'abitato è costituito da un piccolo borgo di forma ovale e conserva parte dell'antica struttura difensiva dell'originario castello medievale.
È luogo d'origine del "pane di Montegemoli", prodotto agroalimentare della tradizione toscana.

## Storia
Noto in epoca medievale come Mons Gemmulis, il toponimo probabilmente deriva dalle "moie", le sorgenti d'acqua salata che abbondavano nei dintorni e da cui si estraeva il sale.
Verso il 1100 le moie di Montegemoli erano divise tra numerosi proprietari, ma a partire dal XIII secolo furono in gran parte acquisite dal Comune di Volterra.
Le lotte per il controllo dei pozzi si protrassero ancora per diversi decenni, fino alla definitiva acquisizione da parte dei volterrani, i quali, all'inizio del Trecento decretarono la fortificazione dell'abitato.
Nel censimento dei beni immobili della Diocesi di Volterra del 1356, si evince che a Montegemoli esistevano un ospedale e due chiese, rispettivamente dedicate a san Bartolomeo (ricordata già nel XII secolo) e san Niccolò a Celli.
Nel 1472, con la caduta di Volterra, l'abitato passò sotto il controllo dei fiorentini ed entrò a far parte del Vicariato di Pomarance.
Nei secoli successivi si registra il lento declino del castello.
Il paese nel 1745 contava poco più di 200 abitanti; nel 1845 erano circa 350.
Nel 1831 furono demolite parte delle fortificazioni.
Un secolo più tardi cominciò il processo di emigrazione dal paese verso gli stabilimenti Enel di Larderello.
Il 4 novembre 1976 a Montegemoli si è svolto il primo campo scuola dell'Associazione italiana guide e scouts d'Europa cattolici.

## Monumenti e luoghi d'interesse
Il paese conserva resti dell'antico insediamento medievale, a partire dalla torre rotonda che si inserisce lungo i caseggiati sorti lungo le mura del castello.
Altra testimonianza di rilievo è la chiesa di San Bartolomeo, restaurata più volte nel corso dei secoli.
Nella piazza della chiesa si riconoscono i resti di una torre d'avvistamento, che fu demolita nel 1831 su richiesta del parroco.
In località Celli, appena fuori dal paese, si trovano i resti della chiesa di San Nicola.